# البرتو مارسون
البرتو مارسون (انگلیسی: Alberto Marson; ۲۴ فوریهٔ ۱۹۲۵ – ۲۵ آوریل ۲۰۱۸) بازیکن بسکتبال اهل برزیل بود.